# Myosurus apetalus
Myosurus apetalus är en ranunkelväxtart som beskrevs av C. Gay. Myosurus apetalus ingår i släktet råttsvansar, och familjen ranunkelväxter.

## Underarter
Arten delas in i följande underarter:
- M. a. borealis
- M. a. montanus